# Cai Guo-Qiang
Cai Guo-Qiang (chino simplificado: 蔡国强; chino tradicional: 蔡國強; Pinyin: Cài Gúoqiáng; Wade-Giles: Ts'ai Kuo ch'iang) es un artista contemporáneo chino. Actualmente vive y trabaja en la ciudad de Nueva York.

## Biografía
Cai Guo-Qiang nació en 1957 en Quanzhou, en la provincia de Fujian, China. Estudió escenografía en la Academia de Teatro de Shanghái y su trabajo ha buscado mezclar diversos métodos de arte, incluido el dibujo, vídeo, escultura y arte interpretativo. Además de dedicarse al arte como tal, gracias a sus estudios en esta academia de teatro participó en dos películas de artes marciales, El resorte y la caída de una pequeña ciudad y el Real Kung Fu de Shaolin. Mientras vivía en Japón desde 1986 hasta 1995, exploró las propiedades de la pólvora en sus dibujos, una técnica que normalmente permite experimentar con explosivos en una escala masiva y de este modo, desarrollar su firma de eventos con explosivos. Dibuja según la filosofía oriental y según la sociedad contemporánea que cuestiona como base conceptual, estos proyectos y eventos apuntados para establecer un intercambio entre lo que supone que se ve y el gran universo que él crea para sus obras, utilizando un sitio específico para aproximarse a la cultura y a la historia. Suele vivir y trabajar en Nueva York.
Cai recibió el premio de la Cultura de Diseño de Japón en 1995 y el premio León de Oro en la 48 edición Bienal de Venecia en 1999. En los siguientes años, consiguió el séptimo premio de Arte de Hiroshima (2007), el 20 premio asiático Fuuoka (2009), y el primer lugar de AICA en el mejor proyecto en espacio público: “Fallen Blossons” (2010). También fue comisariado del primer pabellón chino en la 51 edición de Bienal de Venecia, 2005, y fue elegido como director visual y de efectos especiales en la apertura y en el cierre de la ceremonia de los Juegos Olímpicos de 2008 en Pekín. En 2012, fue nombrado uno de los 5 galardonados para el prestigioso Premio Imperial. Además, fue también de, entre 5 artista, el que recibió el premio del primer U.S. Departamento del Estado, la medalla del arte por su destacado compromiso del cambio de la cultura internacional.
Entre sus exhibiciones y proyectos, incluido Cai Guo-qiang en el Tejado (on the Roof): Transparent Monument, que se mostró en el Museo Metropolitano de Arte de Nueva York en 2006 y su retrospectivo I Want to Believe, que abrió en el Museo Solomon R. Guggenheim de Nueva York en febrero de 2008 antes de viajar al Museo Nacional de Arte de China en Pekín, agosto de 2008 y luego en el Museo Guggenheim de Bilbao en marzo de 2009. En 2011, Cai apareció en la exhibición solo llamada Cai Guo- Qiang.
En 2012, el artista apareció en tres exhibiciones: Cai Guo-Qiang: Sky Ladder (Museo de Arte del Condado de Los Ángeles), Cai Guo-Qiang: Spring (Museo de Arte de Zhejiang, Hangzhou, China), y A Clan of Boats (Fundación Faurschou, Copenhague, Denmark). Su primera exhibición independiente en Brasil fue Da Vincis do Povo, frecuente para ver en Brasilia en el Centro Cultural Banco do Brasil y Museo dos Correios. Después de estas exhibiciones en tres ciudades distintas, Da Vinci do Povo viajará a São Paulo y Río de Janeiro en primavera y finales de 2013. Su próxima representación, Cai Guo-Qiang: Falling Back to Earth, se abrirá en noviembre de 2013 en la Galería de arte Moderno de Australia.

## Arte contemporáneo
El arte contemporáneo es el que se ha producido en nuestra época: el arte actual. No obstante, el paso del tiempo le hace alejarse cada vez más en el pasado del espectador contemporáneo. El concepto de la contemporaneidad aplicado al arte puede ser entendido de diferentes maneras:
- Para algunos especialistas, el arte contemporáneo es aquel surgido en la historia inmediata (en las últimas décadas). Para otros expertos, se entiende como arte contemporáneo al desarrollado a partir de la Segunda Guerra Mundial (1945).
- Si consideramos que el arte contemporáneo es el producido en el último siglo, encontraremos corrientes y estilos como el expresionismo, el cubismo, el dadaísmo, el surrealismo, el pop-art y el arte conceptual, con referentes como Henri Matisse, Pablo Picasso, Piet Mondrian, Marcel Duchamp, Salvador Dalí y Joan Miró.

### Arte Contemporáneo Chino
El fin de la era imperial supuso la modernización de China, que se abrió más a la influencia occidental. El triunfo de la revolución comunista impuso como arte oficial el realismo socialista, si bien recientemente la nueva política aperturista ha favorecido la llegada de las últimas tendencias artísticas, ligadas a las nuevas tecnologías. En 1989 tuvo gran resonancia la exposición China/Vanguardia, en la Galería Nacional China de Pekín, que mostraba las últimas creaciones del momento, incluyendo tanto obra pictórica como fotografías, instalaciones y performances. Desgraciadamente, los sucesos de Tiananmen provocaron un nuevo retroceso, hasta una nueva apertura en 1992. Los artistas chinos contemporáneos más relevantes son: Qi Baishi, Wu Guanzhong, Pan Yuliang, Zao Wou Ki y Wang Guangyi.

## Obras

### Inopportune: Stage One, 2004
Instalación expuesta por primavera vez en el Massachusetts Museum Of Contemporary Art (MASS MoCA) y en 2008 en el Guggenheim Museum de Nueva York, representa la espectacular explosión de un coche, descompuesta y reconstruida en su evolución en el tiempo con la utilización de nueve coches que van subiendo en cadena hasta el techo en una serie de movimientos en secuencia. De los coches salen rayos de luz luminosos que van a representar la explosión. La gama de colores de las barras de luz comienza con una blanca, caliente, y crece cada vez más cálido y vibrante como los ángulos de la subida de los coches y  la avanzada “explosión” a través del tiempo. Los últimos vehículos apoyados en el suelo, están ausentes de cualquier color, como si la explosión de coches nunca hubiera sucedido. Todo eso crea un efecto seductor y espectacular que oculta la voluntad del artista de poner en escena un atentado terrorista. De hecho fue realizada en 2004 como reacción a los ataques terroristas del 11 de septiembre.

### Inopportune Stage 2, 2004
Instalación que se encuentra en el Massachusetts Museum of Contemporary Art (MASS MoCA). Nueve realistas tigres agazapados, saltando y cruzando el aire. Cientos de flechas de bambú perforan los tigres, pareciendo elevarles al cielo. Las imágenes del tigre hacen referencias a una famosa historia de Wu Song del siglo XIII sobre un bandido que salvó a un pueblo de un tigre devorador de hombres a los que aterrorizaba y que se convirtió en el paradigma del heroísmo y valentía en China.
Decenas de tigres traspasadas por cientos de flechas evocan la caza de los cortesanos a especies extintas, aquí vuelve otra vez el tema de la belleza y de la destrucción.

### Head On, 2006
Parte de la Deutsche Bank Collection instalada en el Guggenheim Museum de Berlín. La instalación de Cai Guo-Qiang de noventa y nueve réplicas realistas de lobos corriendo de cabeza hacia una pared de cristal es una alegoría visual de la condición humana. La muestra una manada de lobos, construidos a partir de alambres de metal con piel de oveja pintada y rellena de paja, que entra por la puerta de la sala vacía, hacen un gran salto contra un muro “invisible” que reproduce en altura y en anchura lo de berlín. Los lobos representan la tendencia humana a seguir  ciegamente y de manera no crítica las ideologías, cumpliendo siempre los mismos errores, hasta chocar con una pared de cristal.

### Obras con pólvora
También conocido como el artista más explosivo de China, Cai Guo Qiang utiliza pólvora para crear algunas obras de arte verdaderamente única. Su técnica de encender la pólvora en un lienzo de papel se considera un nuevo medio de expresión artística contemporánea.
Cai exploró las propiedades de la pólvora en sus dibujos, una investigación que finalmente condujo a su experimentación con explosivos a gran escala y el desarrollo de su firma "proyectos de explosión".

### Colaboraciones con otros artistas

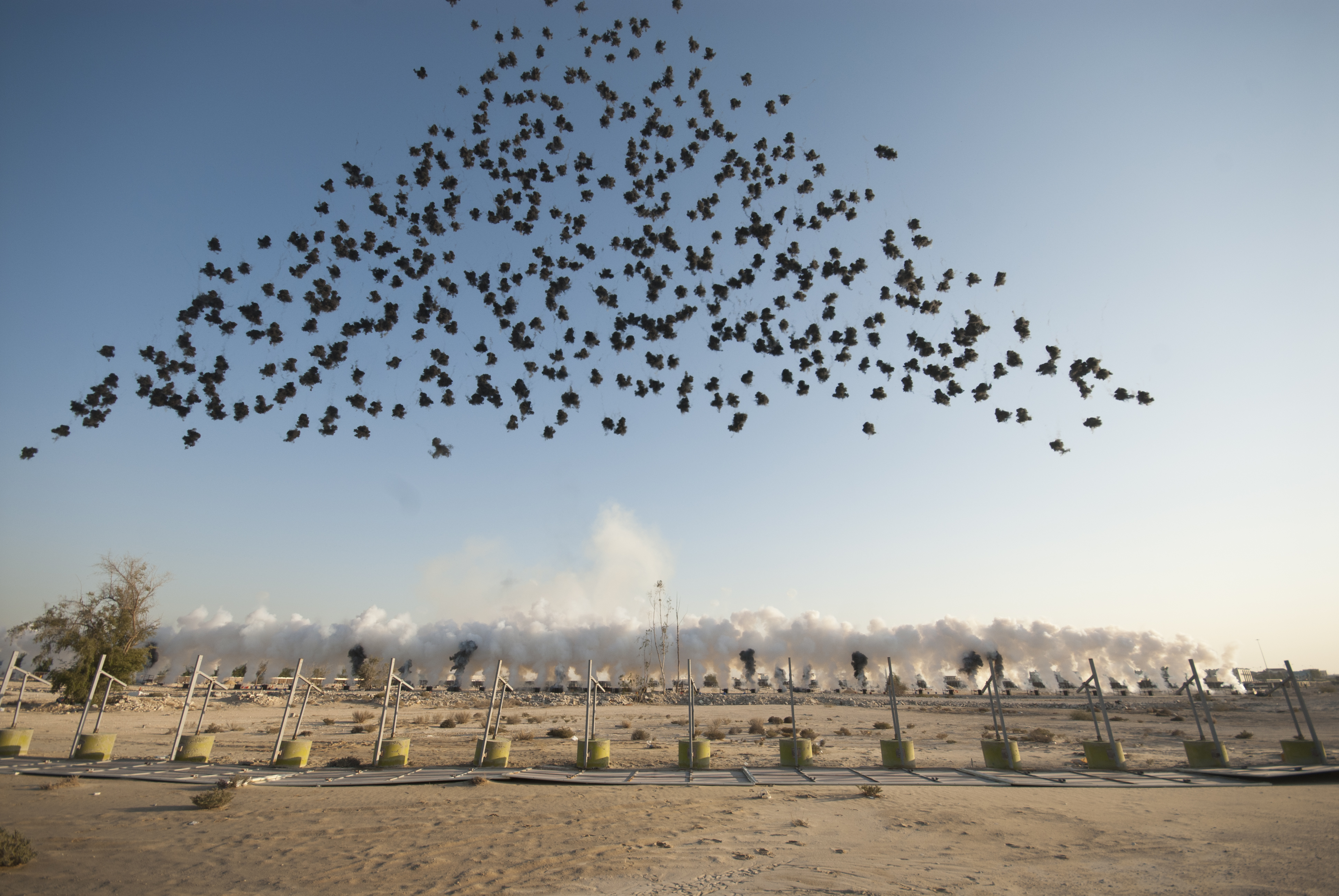
"Triángulo" en Doha, Catar el 5 de diciembre de 2011

Cai Guo-Qiang ha hecho pocas colaboraciones con otros artistas, pero hay algunas que son remarcables entre su obra. La más conocida es probablemente la de su proyecto de fuegos artificiales en Catar con Grucci Fireworks, aunque también ha realizado diferentes exposiciones suyas en las que ha invitado a estudiantes de arte para que fuese partícipes de ellas.
- Black Ceremony. Con motivo de la apertura del MATHAF (Museo Arábico de Arte Moderno) en Doha (Catar), Cai Guo-Qiang realizó un espectáculo de fuegos artificiales ayudado por Grucci Fireworks, una importante compañía estadounidense dedicada a estos. Cai preparó una serie de fuegos artificiales a la luz del día plagados de color y vida que pretendían analizar la historia, cultura e iconografía contemporánea del Golfo Árabe y la vida islámica en Quanzhou, su lugar de nacimiento.[5]

- Danger Books: Suicide Fireworks. También basándose en el tema más recurrente de su obra, Cai explora a través de la pólvora el peligro de los libros: hay que ser cuidadoso o uno de ellos puede llegar a convertirse en un arma. Si uno lo tiene, puede convertirse en su víctima. El concepto y el diseño fueron realizados por el artista. Esta obra consiste en nueve libros únicos dibujados con una mezcla de cola y pólvora a la que se incorporó una cuerda con fósforos en una banda a lo largo de una base de cada uno de los libros. Así, con la colaboración de Tatsumi Masatoshi, Kai Ming Leung, Lukas Hauser (cámara) y Lauren Petty (vídeo) se grabó la explosión de los diferentes libros, y el vídeo fue lo que se mostró en el Victoria & Albert Museum de Londres (Reino Unido).[6]

- Exposición de Cai Guo-Qiang en el Musée d’Art Moderne et d’Art Contemporain (MAMAC) en Niza. Si bien esta exposición fue individual, Cai pidió ayuda a una serie de estudiantes de arte para que seleccionasen el contenido y los temas de la obra: Viajes en el Mediterráneo, una pieza de dibujo que se basa en el tema del intercambio cultural y la exploración. Este método de colaboración en el proceso de producción de las obras es bastante habitual en Cai.[7]

Documentales sobre Cai Guo Qiang
Escalera al cielo: El arte de Cai Guo-Qiang, dir. Kevin MacDonald, 2016